# Hel (Mythologie)

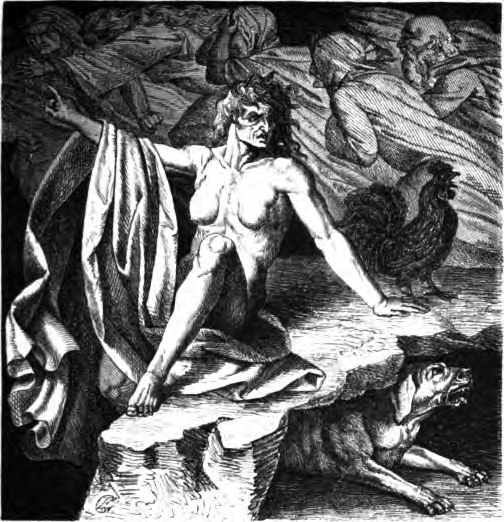
Hel (Carl Ehrenberg, 1882), rechts unten der Hund Garm

Hel ist in der nordischen Mythologie die Herrscherin der gleichnamigen Unterwelt, auch Helheim genannt.

## Etymologie
In der christlichen Bibel steht das Wort „Hölle“ als althochdeutsch Hellia und gotisch Halja als direkte Übersetzung des griechischen Hades. Der altnordische Name Hel ist verwandt mit dem deutschen Wort Hölle und führt auf ein urgermanisches *haljō („Hölle, unterirdische Totenwelt“) von der germanischen Wortwurzel *hel, *hal (verbergen) zurück. Der Begriff findet sich auch in anderen germanischen Sprachen: gotisch halja; altenglisch hell; althochdeutsch hell(i)a, mittelhochdeutsch und altfriesisch helle, altsächsisch hellja. Das Wort steht in Beziehung zum neuhochdeutschen Verb verhehlen („verbergen“) und bezeichnet somit „das Verborgene“. Im Gegensatz zur christlichen Vorstellung der Hölle als Strafort bezeichnete der Ausdruck die Totenwelt ohne negative oder positive Konnotation. Die Personifizierung der Hel zur Herrin dieser Totenwelt fand offensichtlich nur im Norden statt.

## Die Göttin aus dem Geschlecht der Riesen

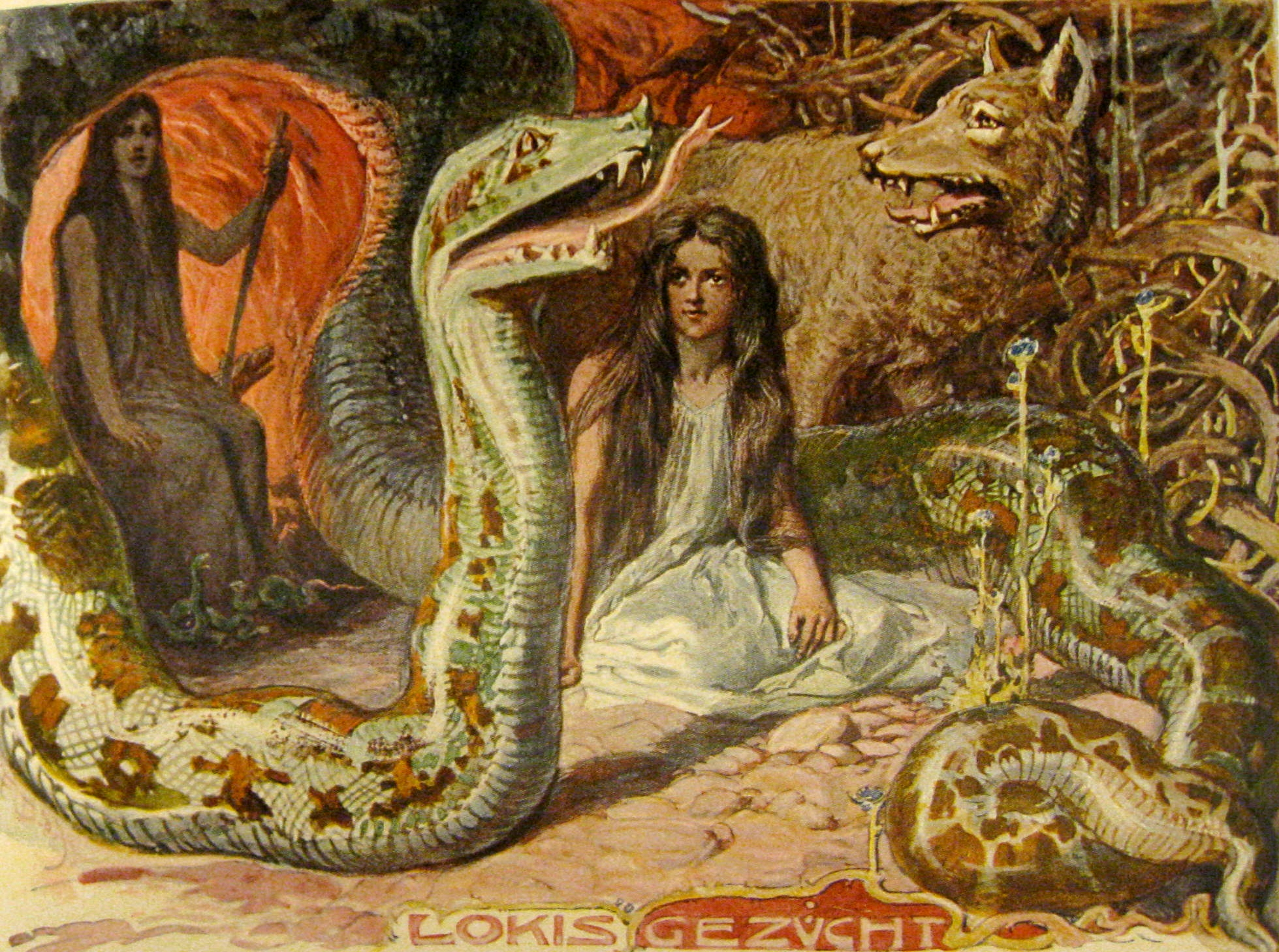
Hel umgeben von ihren Geschwistern, der Midgardschlange und Fenrir. Die Figur im Hintergrund ist ihre Mutter Angrboda. (Emil Doepler, 1905)

Hel als Totengöttin ist die Tochter Lokis und der Riesin Angrboda, wird aber nicht dem Göttergeschlecht der Asen, sondern den Riesen zugerechnet. Ihre Haut ist halb von normaler Farbe, halb blau-schwarz, was zeigt, dass sie halb tot und halb lebendig ist (bisweilen wird sie auch als zur Hälfte alt und zur Hälfte jung beschrieben). Zusammen mit ihren Geschwistern, dem Fenriswolf und der Midgardschlange, wurde sie von den Asen nach Asgard gebracht, da die Götter sich vor den Kindern Lokis fürchteten. Während der Fenriswolf an die Kette Gleipnir gebunden und die Midgardschlange von Odin ins Meer geworfen wurde, verbannte man Hel aus Asgard, woraufhin sie im Norden ihr eigenes Reich gründete. Dort holt sie alle an Altersschwäche, Krankheit und an alltäglichen Verletzungen Verstorbenen zu sich. Die in der Schlacht gefallenen Krieger gelangen mit Hilfe der Walküren nach Walhall an Odins Tafel. Die Ertrunkenen gehören der Meeresgöttin Rán. Gegen das Schicksal des Todes sind auch die Götter nicht gefeit, wie der Tod Baldurs zeigt.

## Die Totenwelt der Göttin Hel
Nach Hels Verbannung aus Asgard gründete sie ein Reich im Norden, wo sie alle Menschen und Wesen zu sich holt, die den „Strohtod“ gestorben sind, d. h. ihren Tod auf dem Sterbelager fanden. Ihre Welt Helheim ist eine der Welten Utgards und befindet sich unter den Wurzeln des Weltenbaums Yggdrasil. Diese Welt kann nur über den Todesfluss Gjöll und die goldene Brücke Gjallarbrú erreicht werden, die von Móðguðr (Modgud) bewacht wird. Der Höllenhund Garm bewacht den Eingang zu ihrem Reich. Eine Rückkehr aus dieser finsteren Unterwelt ist kaum möglich. Hels Wohnsitz heißt Eljudnir (Elend) und ihr Tisch ist Hungr (Hunger), ihr Messer Sultr (Verschmachtung) und ihre Türschwelle Fallandaforad (fallende Gefahr). Ihr Bett ist Kor (Sarg) und ihr Bettvorhang Blikjandabol (blinkendes Unheil). Sie wird von der Magd Ganglot (Trägtritt) und dem Knecht Ganglati (Langsamtritt) bedient.
Die Beschreibung Helheims ist widersprüchlich: Einerseits ist es ein trostloser und düsterer Ort, andererseits auch ein lebendiger und wärmender. Verbrecher wie Mörder und Diebe, aber auch Lügner werden dort ewiglich Kälte, Schmerz und Hunger leiden. Diese Menschen erfahren zuweilen noch eine größere Qual beim Drachen Nidhöggr, der sich vom Fleisch der Toten ernährt. Möglicherweise spielen dabei bereits Angleichungen an oder Einflüsse aus der christlichen Höllenanschauung eine Rolle.
Hel ist nicht nur eine „verborgene“ Göttin, sondern auch eine gerechte. Den einen tritt sie nett und liebenswert gegenüber, den anderen unerbittlich und grausam. Sie vereint scheinbare Gegensätze, dies spiegelt sich auch in ihrem äußeren Erscheinungsbild wider.

## Die Göttin Hel in der Literatur
Außerhalb der Edda gibt es bei den Nordgermanen nur wenige alte Überlieferungen von Hel als Göttin, aus anderen germanischen Kulturen gar keine. Zu Zeiten der mittelalterlichen Pest existieren Visionen von Hel als Hexe auf einem dreibeinigen Pferd, die mit Gevatter Tod die Seelen der Verstorbenen aufkehrt. Bei den Süd- und Westgermanen wird das Totenreich eher mit Frau Holle in Verbindung gebracht. An ihrem Verhalten wird deutlich, dass sie keine furchterregende Göttin war, sondern trotz erschreckender Streiche und Strafen als eine gerechte und gütige Frau beschrieben wird. Die Winterwelt der Frau Holle stellt Bezüge zum Totenreich Helheim im Norden her.  Dabei spielen neben alten Sagen auch Wortspiele mit Holle und Hölle eine Rolle. Diese sind allerdings erst aus moderner Zeit, da Hel und Holle zwar dieselbe indogermanische Wurzel haben, allerdings in germanischer Zeit *Helja und *Hulda lauteten und daher nichts miteinander zu tun hatten.
Im Roman Odhins Trost von Felix Dahn aus dem Jahr 1880 wird häufig auf die Göttin Hel Bezug genommen.
Der Weg über die goldene Brücke ins Reich der Hel ist ein zentrales Motiv in Alexander Lernet-Holenias Novelle Der Baron Bagge (1936).

## Moderne Rezeption
Das vorgeschlagene Archaeenphylum „Helarchaeota“ aus der Gruppe der Asgard-Archaeen soll nach Hel benannt werden.